# Chiesa di Sant'Eugenia
La chiesa dei Santi Eugenia e Vittorio si trova a Siena, in via Sant'Eugenia 101, fuori Porta dei Pispini.

## Storia e descrizione
La chiesa, eretta alla fine del Seicento, fu più volte restaurata nel corso del Settecento e dell'Ottocento, quando furono costruiti i due altari laterali; subì inoltre qualche danno durante la Seconda guerra mondiale, in quanto scoppiò per errore una bomba nelle sue vicinanze.
Nella chiesa è ancora custodita una statua lignea raffigurante la santa, opera di un seguace di Jacopo della Quercia.

## Opere già in loco
- Matteo di Giovanni, Madonna col Bambino, due angeli, san Girolamo e santa Eugenia (1480 circa), oggi esposta al Museo diocesano nell'oratorio di San Bernardino.